# Biplan

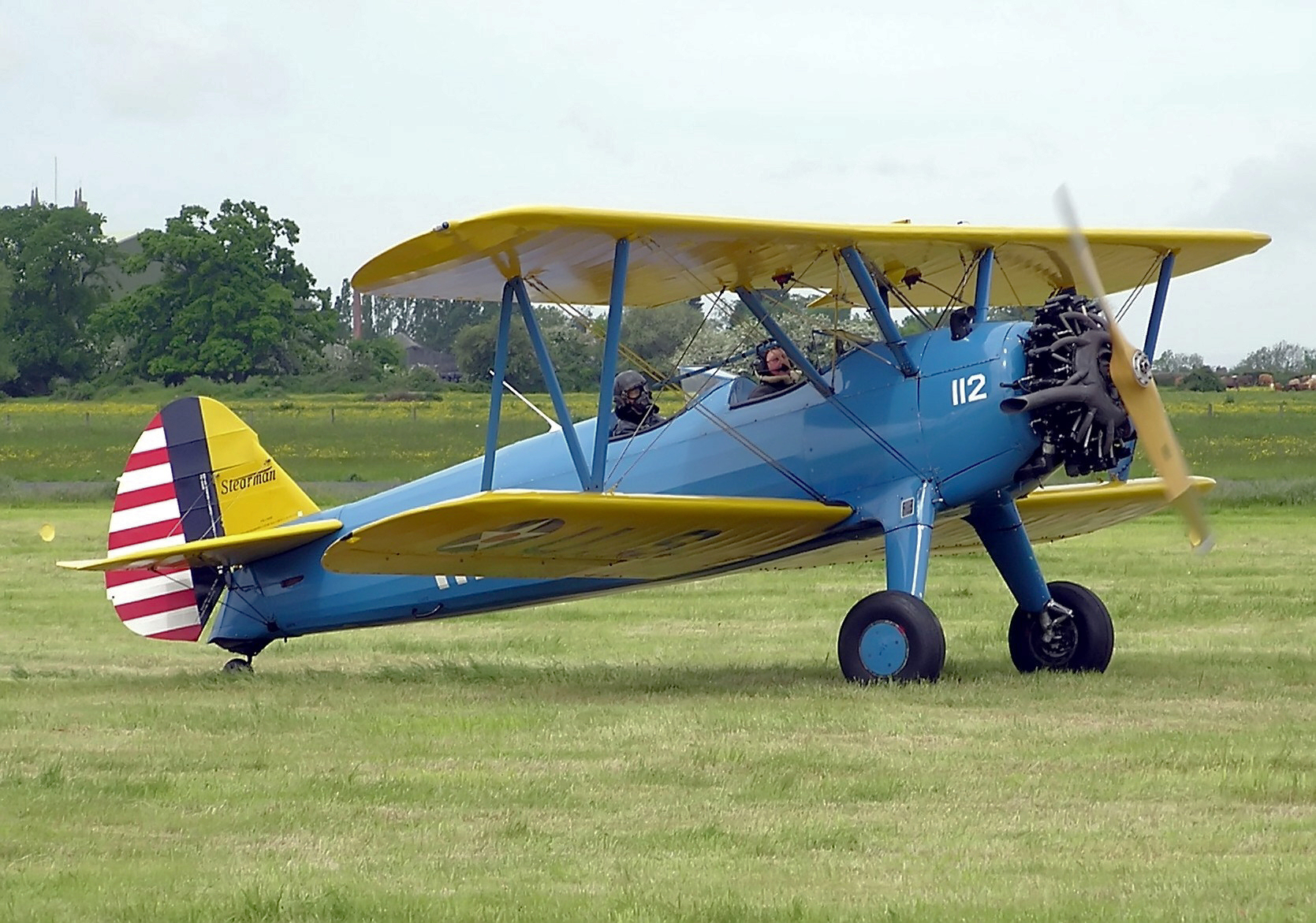
Boeing Stearman, un biplan din 1944.

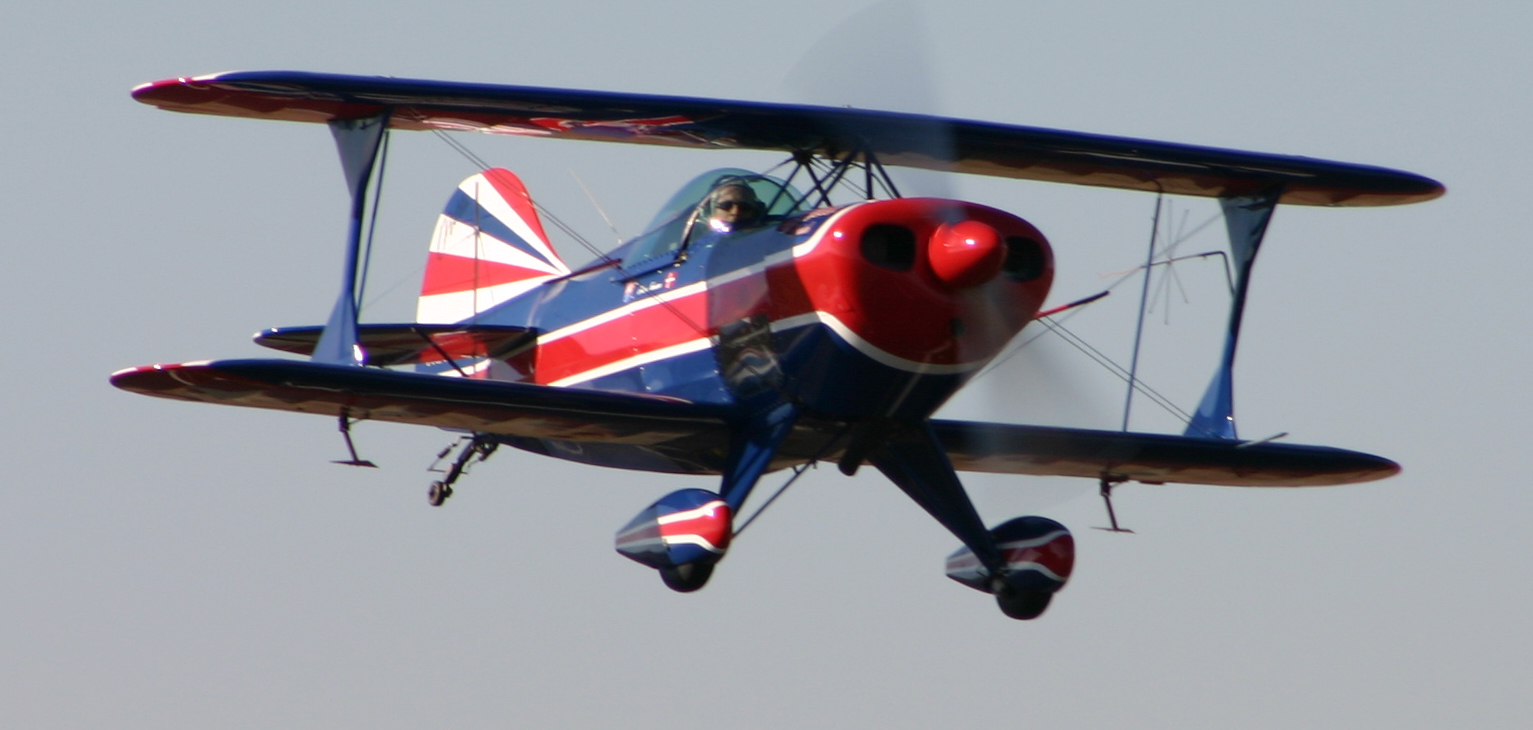
Pitts Special este un exemplu de biplan.

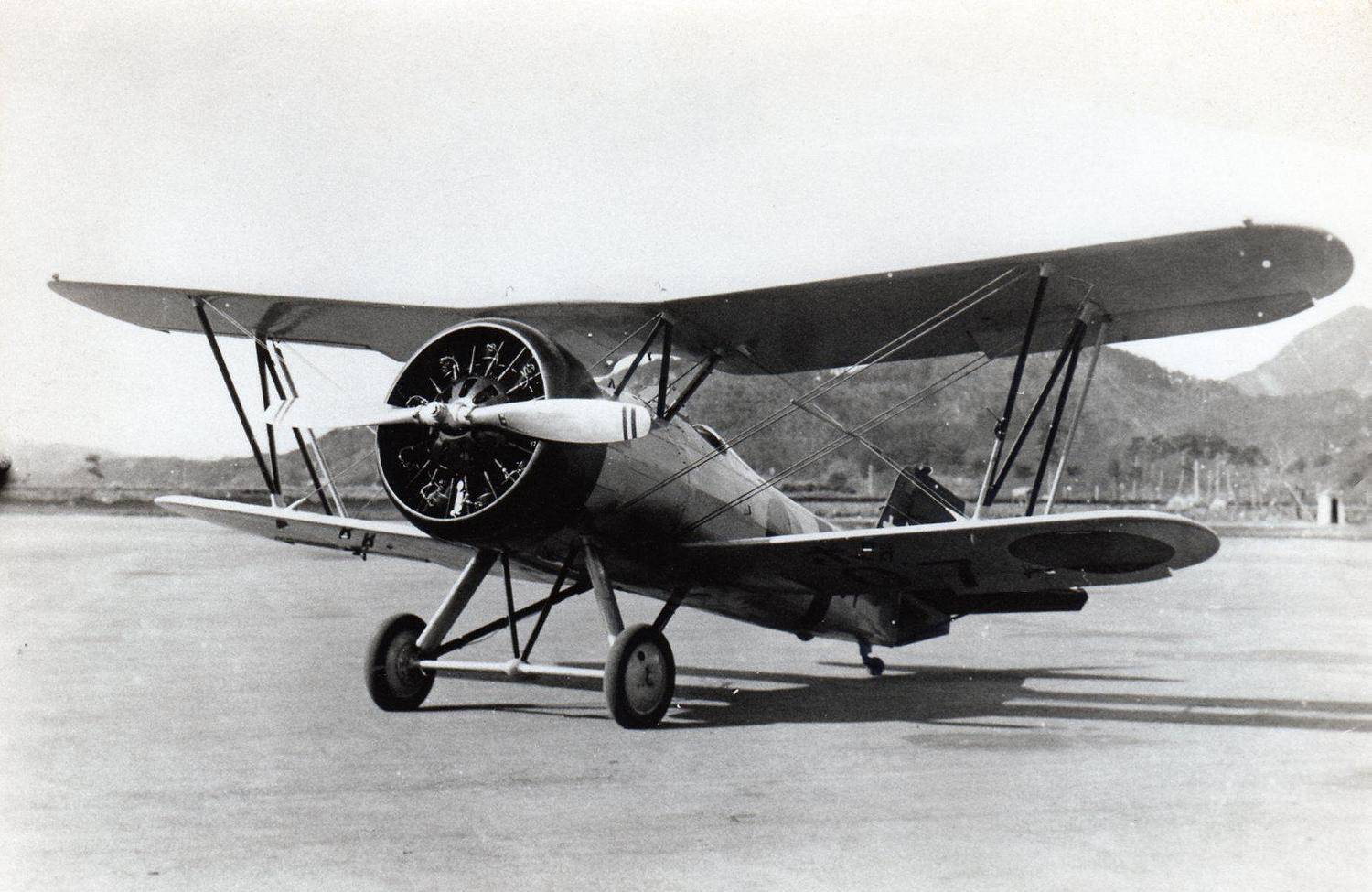
Nakajima A4N, un biplan din 1934.

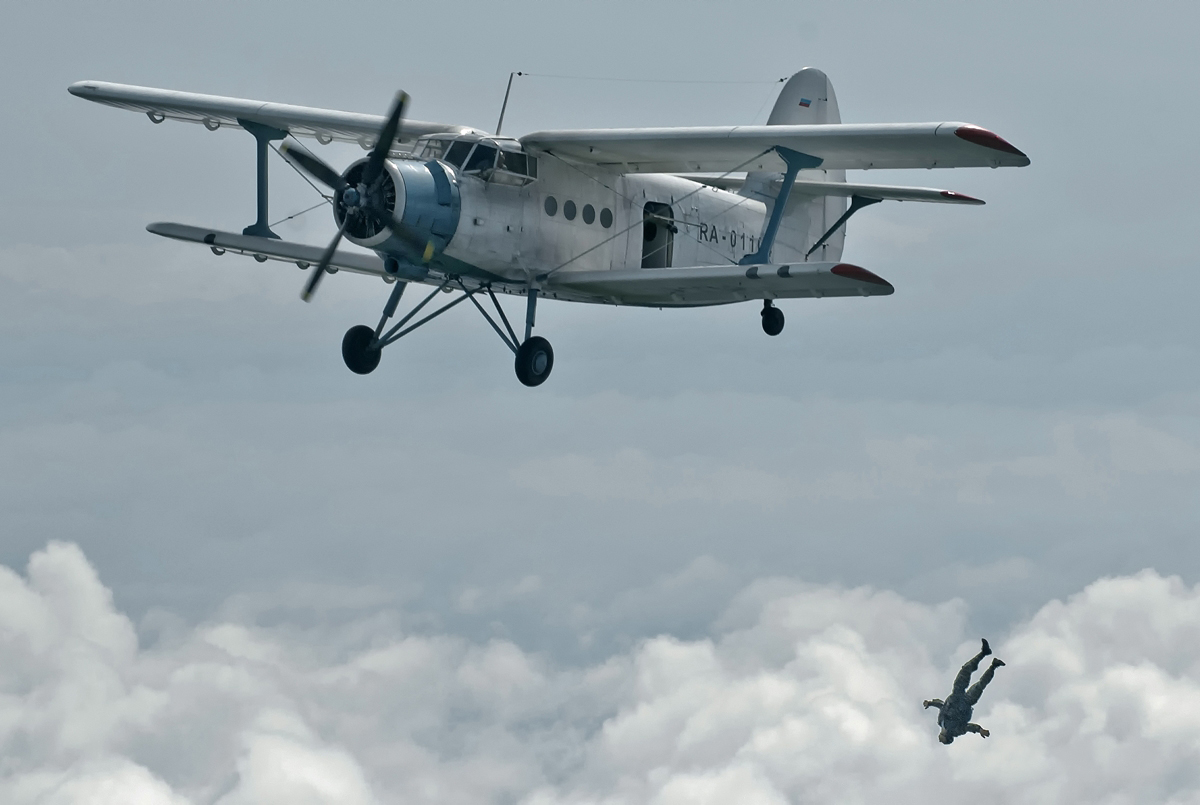
Un Antonov An-2, lansând parașutiști

Un biplan este un avion cu două aripi suprapuse, uneori de dimensiuni diferite, dispuse paralel între ele.

## Descriere
Principalul avantaj în comparație cu un monoplan este că cele două aripi sunt prinse între ele (cu montanți pentru a prelua forțele de compresie și de întindere) și pot fi întărite (cu hobane, adesea profilate, pentru a prelua forțele de întindere) astfel formând o unitate structurală care, cu aceeași greutatea este mai puternică decât o singură aripă în consolă.
Stabilitatea mai mare permite de asemenea utilizarea profilelor mai subțiri pentru aripi, ceea ce reduce rezistența la aer. Cu toate acestea, acest avantaj este anulat de influența reciprocă a curentului de aer al ambelor aripi, astfel încât aripile monoplan sunt din punct de vedere aerodinamic de obicei superioare. De asemenea montanții, sârmele și structurile de tensionare generează de asemenea rezistență suplimentară la aer, astfel încât din anii 1930 avioanele de înaltă performanță au fost proiectate în întregime ca monoplan.
La aceeași suprafață și lățime a aripii, un biplan are nevoie doar de jumătate din anvergura aripilor unui monoplan, ceea ce mărește în primul rând manevrabilitatea avionului la rostogolire (de exemplu la tonou, immelmann). Acest lucru se datorează faptului că greutatea aripii este mai aproape de centrul de greutate al avionului, datorită anvergurii mai mici, ceea ce conferă aeronavei un moment de inerție mai mic. Anvergura mai mică este de asemenea, un avantaj în manevrarea aeronavei la sol și la parcarea acesteia.
Astăzi biplanele sunt utilizate doar pentru acrobații aeriene, sport aviatic (lansare de parașutiști) sau pentru aviația utilitară.

## Motorizare
Cu câteva excepții, cum ar fi PZL M-15 Belphegor (turbojet) și Antonov An-3 (turbopropulsor), avioanele biplan sunt propulsate de motoare cu piston.

## Sescviplan
O formă constructivă deosebită de biplan este sescviplanul  (engleză sesquiplane, cuvântul în latină însemnând: una și jumătate). Acest termen se aplică la:
1. un biplan al cărui aripă inferioară, are anvergura considerent mai mică decât a celei superioare;
2. un biplan al cărui aripă superioară, are două lonjeroane principale iar cea inferioară doar unul;
3. un biplan al cărui aripă inferioară, are profunzimea aripii considerent mai mică decât cea superioară;
4. un biplan al cărui aripă superioară, are anvergura considerent mai mică decât a celei inferioare (de exemplu: Fiat CR.1).

| Biplan     | Aripi inegale       |
| Sescviplan | Sescviplan inversat |

## Curiozități
- Antonov An-2 este cel mai mare biplan monomotor. Este și la data actuală (2020) în dotarea Aerocluburilor din România făcând zboruri de lansare a parașutiștilor.